# Oldřich Nejedlý
Oldřich Nejedlý (Žebrák, 1909. december 26. – Rakovník, 1990. június 11.) cseh labdarúgó, a csehszlovák válogatott játékosa.

## Pályafutása

### Klubcsapatban
Oldřich Nejedlý először a Spartak Žebrák csapatában játszott, majd az SK Rakovníkban, végül a Sparta Prahában.

### A válogatottban
Két labdarúgó-világbajnokságon vett részt, az 1934-esen, és az 1938-ason. Az 1934-esen 5 gólt lőtt (2006-ig a FIFA 4 góllal tartotta számon, azóta előzi meg Angelo Schiaviót (Olaszország) és Edmund Conent (Németország). Így világbajnoki gólkirály lett. Az 1938-as labdarúgó-világbajnokságon is lőtt két gólt.

## Sikerei, díjai
az 1934-es labdarúgó vb gólkirálya
 1934-es labdarúgó világbajnokság: ezüstérmes